# Кминниця
Кминниця (Laser) — рід квіткових рослин родини Apiaceae, що походить з Європи та південно-західної Азії, від Франції на схід до Уральських гір та північного Ірану. Кминниця звичайна (Laser trilobum) культивується, її стебла їстівні, а плоди використовуються як спеція; цей вид також має потенційно велике значення в медицині.

## Види
- Laser affine (Ledeb.) Wojew. & Spalik
- Laser archangelica (Wulfen) Spalik & Wojew.
- Laser carduchorum (Hedge & Lamond) Wojew. & Spalik
- Laser involucratum (Pall. ex Schult.) Spalik & Wojew.
- Laser panjutinii (Manden. & Schischk.) Banasiak, Wojew. & Spalik
- Laser stevenii (Fisch. & Trautv.) Wojew. & Spalik
- Laser trilobum (L.) Borkh.